# Elazar Granot
Elazar Granot (hebr.: אלעזר גרנות, ur. 12 marca 1927 w Jerozolimie, zm. 19 września 2013) – izraelski pisarz i polityk, w latach 1981–1988 poseł do Knesetu z listy Koalicji Pracy.

## Życiorys
Urodził się 12 marca 1927 w Jerozolimie, w ówczesnym Brytyjskim Mandacie Palestyny.
Ukończył szkołę średnią w Pardes Channie, a następnie studia filozoficzne, socjologiczne, języka hebrajskiego oraz biblijne na Uniwersytecie Hebrajskim.
W latach 1944–1946 służył jako ochotnik w Brygadzie Żydowskiej. W czasie wojny o niepodległość Izraela walczył w bitwach o Jerozolimę. W latach 1951–1958 był członkiem kibucu Sasa, a od 1958 – kibucu Szowal.
Wydał dwa tomy poetyckie, był autorem artykułów w prasie codziennej.
W polityce związał się z lewicową partią Mapam. W latach 1962–1964 był przywódcą młodzieżówki partii, w latach 1975–1979 sekretarzem organizacyjnym ugrupowania, a w latach 1979–1981 – sekretarzem politycznym. W wyborach w 1981 po raz pierwszy został wybrany posłem z listy, współtworzonej przez Mapam, Koalicji Pracy. W dziesiątym Knesecie zasiadał w komisjach spraw wewnętrznych i środowiska oraz konstytucyjnej, prawa i sprawiedliwości. W kolejnych wyborach uzyskał reelekcję, a w Knesecie jedenastej kadencji zasiadał w komisjach etyki; budownictwa; konstytucyjnej, prawa i sprawiedliwości oraz spraw zagranicznych i obrony. Był także członkiem dwóch komitetów wspólnych zajmujących się sprawami statusu społeczności druzyjskiej i beduińskiej w Izraelu. 22 października 1984 wraz z Chajką Grossman, Amirą Sartani, Wiktorem Szem-Towem, Ja’irem Cabanem i Muhammadem Watadem opuścił Koalicję Pracy zakładając frakcję Mapam i pozostał w niej do końca kadencji. W 1985 został sekretarzem generalnym Mapam. W 1988 utracił miejsce w parlamencie.
Zmarł 19 września 2013.